# Société malacologique de France
La Société malacologique de France est une société savante fondée en 1884 sous l'égide de Jules-René Bourguignat.

## Historique
Cette société, consacrée à la malacologie (branche de la zoologie concernant à l'étude des mollusques), a été fondée par César Marie Félix Ancey, Jules René Bourguignat, Georges Coutagne, Paul Fagot, Dr Paul Hagenmüller, Aristide Letourneux, Arnould Locard, Jules François Mabille, J. Poirier, Alfred de Saint-Simon, Georges Servain et Alphonse Trémeau de Rochebrune afin de faire progresser en France ce domaine scientifique.
Elle publia des journaux de 1884 à 1890.